# او-۵۱۴
او-۵۱۴ (به آلمانی: U 514) یک او-بوت گونه ۹سی بود که ساخت آن سال ۱۹۴۲ تکمیل شد و در جریان جنگ جهانی دوم در کریگس‌مارینه خدمت کرد.

## تاریخچه عملیاتی

### گشت نخست
او-۵۱۴ به فرماندهی ناوسروان هانس-یورگن آوفرمان بیست‌ونه ساله، در جریان عملیات پاوکنشلاک برای حمله کشتی‌رانی ایالات متحده، در نخستین گشت رزمی خود عازم اقیانوس اطلس شمالی شد. کار او-۵۱۴ در یک موفقیت کوچک، روز ۶ سپتامبر با غرق کردنهلن فارسی، کشتی بادبانی ۱۶۷ تنی بریتانیایی در نزدیکی برمودا آغاز شد. او-۵۱۴ پنج روز بعد شبانه در بندرگاه بریج‌تاون در باربادوس رخنه کرد. آوفرمان مجموعاً شش اژدر از فاصله حدوداً سه کیلومتری به سمت دو کشتی موجود در لنگرگاه شلیک کرد. در این حال یک تور ضدزیردریایی زیر سطح آب جلوی لنگرگاه کشیده شده بود. تنها یکی از اژدرها این تور گذشت و به کشتی باری کانادایی کورن‌والیس اصابت کرد. این کشتی در آب کم‌عمق غرق شد اما بعداً بیرون کشیده و تعمیر شد. او-۵۱۴ روز ۱۵ سپتامبر کشتی بخار ۳٬۲۹۷ تنی بریتانیایی کیوتو را غرق کرد. 
او-۵۱۴ روز ۱۶ سپتامبر سال ۱۹۴۲ روی سطح مورد شناسایی یک هواگرد گشتی آمریکایی قرار گرفت و در اثر حمله آن به شدت آسیب دید. او-بوت با شیرجه فرار کرد اما خرج‌های عمقی پرتاب‌شده از یک ناوشکن آسیب بیشتری به آن زد. به هر صورت با مهارت آوفرمان، او-۵۱۴ توانست رو به شرق از مهلکه بگریزد. چهار روز بعدی صرف تعمیرات اضطراری شد.
او-۵۱۴ سپس رو به جنوب رفت. روز ۲۸ سپتامبر سال ۱۹۴۲ هنگام گشت‌زنی در دلتای رود آمازون با یک کاوران متشکل از دو کشتی تجاری با محافظت یک ناوشکن آمریکایی مواجه شد. او-۵۱۴ این هر دو کشتی با پرچم برزیل، شامل اوزوریو، ۲٬۷۳۰ تن و لاگس، ۵٬۷۴۲ را غرب کرد. کاری از دست ناوشکن در این صحنه برنیامد. برزیل یک ماه پیش از این در جانب متفقین وارد جنگ شده بود.
واپسین پیروزی او-۵۱۴ در گشت رزمی نخست خود روز ۱۱ اکتبر سال ۱۹۴۲ در آب‌های آمریکای جنوبی حاصل شد. در این مورد با شلیک اژدر کشتی تجاری آمریکایی استیل ساینتیست را در نزدیکی سواحل گویان هلند غرق کرد. این کشتی با ۲٬۰۰۰ تن بار از سوئز راهی پاراماریبو بود. نخستین اژدر به اتاقک موتور کشتی خورد و آن را متوقف کرد. دو اژدر دیگر هم شلیک شد تا استیل ساینتیست به کف اقیانوس برود. او-۵۱۴ تا بدین جا در مدتی اندکی بیش از سه هفته ۱۷٬۳۵۴ تن از کشتی‌های دشمن را غرق کرده بود.
او-۵۱۴ که ذخیره اژدرهای خود را به پایان رسانده بود، راه بازگشت به لوریان را پیش گرفت. در راه مورد حمله یک هواگرد گشتی آمریکایی با بمب‌های عمقی واقع شد. به هر صورت این بار هم قادر به گریز شد. او-۵۱۴، چهار هفته بعد، اندکی پیش از سپیده‌دم روز ۸ نوامبر سال ۱۹۴۲ وارد خلیج بیسکی شد.

### گشت دوم
او-۵۱۴ روز ۹ دسامبر سال ۱۹۴۲ از لوریان این بار به مقصد دریای کارائیب مجدداً راهی دریا شد. در مسیر آب‌وهوای زمستانه تلاطم زیادی در آب ایجاد و سرعت او-بوت را کم می‌کرد اما دست کم امکان حضور هواگردهای شناسایی دشمن را نیز در آسمان نمی‌داد. پس از مدتی او-۵۱۴ موظف شد در همکاری با او-۱۲۵، گذر کشتی تانکر گرمانیا از سد محاصره دریایی آلمان را یاری کند. بعداً او-۵۶۳ و او-۷۰۶ هم به آن‌ها پیوستند. حرکت گرمانیا از بوردو تا روز ۱۲ دسامبر به طول انجامید. در این حال چهار او-بوت از جمله او-۵۱۴، در نقطه از پیش‌مشخص‌شده در حدود ۳۰۰ کیلومتری غرب دماغه فینیستره منتظر بودند. وقتی گرمانیا در نهایت بامداد روز ۱۴ نوامبر به این موقعیت رسید، او-۵۱۴ و او-۱۲۵ حدود ۵۰ کیلومتر جلوتر از آن، به ترتیب در طرف چپ و راست، قرار گرفتند. دو او-بوت دیگر در فاصله مشابهی پشت سر کشتی باری بودند. با حرکت بر روی سطح او-بوت‌ها آماده شناسایی و درگیر شدن با خطری علیه گرمانیا بودند. آب‌وهوای بد همچنان یاری‌گر بود و در ۲۴ نخست اتفاقی نیفتاد. با این وجود آلمانی‌ها اوایل بعد از ظهر روز ۱۵ دسامبر مستقیماً با یک کاروان بریتانیایی که رو به شمال می‌رفت، برخورد کردند. با وجود طوفانی بودن دریا و دید ضعیف، یکی از ناوشکن‌های محافظ کاوران گرمانیا را مشاهده کرد و بلافاصله به سمت آن رفت. فاصله زیاد او-بوت‌ها امکان مداخله به موقع به آن‌ها نمی‌داد. ناامید از امکان گریز، گرمانیا به دست خدمه خودش غرق شد. پس از تلاش ناموفق برای یافتن بازماندگان گرمانیا، او-۵۱۴ و او-۱۲۵ فرمان به ادامه حرکت به سمت مقصد پیشین گرفتند.
قرارگاه فرماندهی لوریان روز ۱۸ دسامبر سال ۱۹۴۲ به او-۵۱۴ و او-۱۲۵ فرمان داد به دسته‌ای از او-بوت‌ها پیوندند که درحال گردهمایی برای حمله به یک کاروان رو به جنوب بودند. چند ساعت بعد، با ناتوانی در گردآوری تعداد کافی از او-بوت‌ها برای یک حمله مؤثر، فرماندهی لوریان این عملیات را لغو کرد. او-۵۱۴ و او-۱۲۵ دوباره رو به غرب کردند. در ادامه با بروز مشکل جدی در موتور دیزل او-۱۲۵، این او-بوت پشت سر ماند تا در دیدار با یک او-بوت تدارکاتی تعمیر بر آن انجام شود. پس او-۵۱۴ به تنهایی به طرف هدف رفت.
او-۵۱۴ روز ۳ ژانویه سال ۱۹۴۳ برای کاهش مصرف سوخت بر سطح با سرعت کمی در میانه اقیانوس اطلس در شرایط آب‌وهوایی پایدار به سمت ترینیداد می‌رفت و تقریباً همه خدمه آن بر روی عرشه حمام آفتاب می‌گرفتند که حدود ساعت چهار و بیست دقیقه بعد از ظهر در ناحیه حدود ۱٬۰۰۰ کیلومتری شمال شرقی ترینیداد یکی از دیده‌بانان گزارش از مشاهده دود در افق روبه‌رو داد. تمامی خدمه به یک‌باره به داخل رفتند و او-بوت به عمق پریکسوپ شیرجه زد. پس از مدتی مشخص شد او-بوت با کاروانی از کشتی‌های تجاری که رو به شرق می‌رود، مواجه شده است. او-بوت دوباره به روی سطح آمد تا آوفرمان با دوربین خود کاوران را بررسی کند. حفاظت ضعیفی در آن دیده می‌شد. فرمانده به بیسیم‌چی دستور داد با ارسال پیامی کوتاه به لوریان مشاهده کاروان را گزارش کند. کاروان با نام «تی‌ام ۱»، از پیش از طریق فرماندهی نیروی دریایی بریتانیا از حضور یک او-بوت در منطقه مطلع شده بود و در آماده‌باش بود. به هر صورت پیام ارسال‌شده از او-۵۱۴ به قرارگاه فرماندهی به‌اندازه‌ای کوتاه بود که شنود رادیویی کاروان نتوانست آن را رهگیری کند. دریابد دونیتس با دریافت پیام او-۵۱۴، خود شخصاً فرماندهی عملیات حمله به کاروان شناسایی‌شده را در دست گرفت و به گروه او-بوت‌های دِلفین دستور داد با حداکثر سرعت به سمت موقعیت اعلام شده برود. البته این گروه حدود ۱٬۵۰۰ کیلومتر با محل فاصله داشت و پیش‌بینی می‌شد رسیدن نخستین او-بوت آن حدود بیست ساعت به طول بینجامد. دریابد دونیتس به او-۵۱۴ دستور داد به تنهایی به کاروان حمله کند تا حرکت آن را تا رسیدن گروه دلفین به تأخیر بیندازد. به هر صورت، تنها چند دقیق بعد او-۱۸۲ گزارش از مشاهده کاروان دیگری در ۶۷۰ کیلومتری غرب مادیرا داد. گروه دلفین که به سمت جنوب غربی در جهت موقعیت گزارش‌شده از او-۵۱۴ می‌رفت، تنها ۵۸۰ کیلومتر با موقعیت کاروان به‌تازگی‌مشاهده‌شده او-۱۸۲ فاصله داشت و می‌توانست زودتر به آن برسد. طبیعتاً، دونیتس به این گروه دستور داد به سمت هدف جدید برود. در این حال او-۵۱۴ نزدیک‌شدن کاروان تی‌ام ۱ را زیر نظر داشت. آوفرمان تا تاریکی کامل هوا در حدود ساعت ۱۸ عصر منتظر ماند سپس دستور به آمدن او-بوت به سطح داد. با وجود اطلاع از وجود خطر، کشتی‌های کاروان در شب بدون مهتاب چراغ‌های خود را روشن کردند و هیچ حرکتی زیگ‌زاگی برای به مشکل انداختن او-بوت نمی‌کردند. آوفرمان با دقت کشتی جلویی در ستون میانی کاروان را به عنوان هدف برگزید. یک هدف اژدر به تانکر بریتانیایی بریتیش ویجیلنس اصابت کرد و محموله آن را به آتش کشید. امپایر لیتن، کشتی پشت سر با تغییر جهت از کنار کشتی شعله‌ور گذشت. فرمانده این کشتی در روشنایی حاصل از آتش‌سوزی، بدنه او-۵۱۴ را بر روی سطح در جانب چپ خود دید. امپایر لیتن سعی کرد با چرخش به چپ خود را به او-بوت بکوبد اما آوفرمان با به کار انداختن موتورهای دیزل خود و افزایش سرعت توانست از فاصله حدود ۲۰ متری جلوی آن بگذرد. در ادامه توپ خودکار ۲۰ میلی‌متری اورلیکن بر عرشه امپایر لیتن بر روی او-بوت آتش گشود. کشتی نروژی نورویک با توپ ۴ اینچی و چند کشتی دیگر هم با تسلیحات خود به طرف او-۵۱۴ تیراندازی کردند. آوفرمان سعی داشت با سرعت تمام از محل دور شود اما یکی از موتورهای دیزل او-بوت به درستی کار نمی‌کرد. ده‌ها گلوله به او-بوت برخورد کرد. آوفرمان تلاش کرد با رفتن به زیر آب از مهلکه بگریزد. به هر حال همان‌جا هم شناورهای حفاظتی کاروان او-بوت را رها نکردند. چهار ناوچه سبک ناحیه‌ای که تصور می‌شد او-بوت در آن قرار دارد را با خرج‌های عمقی بارها هدف گرفتند. به هر صورت او-۵۱۴ به شکل خارق‌العاده‌ای بدون آسیب چندانی توانست فرار کند. نیمی از ۵۴ خدمه بریتیش ویجیلنس در این حادثه جان باختند. این تانکر حدود یک روز تمام در آتش سوخت اما هنوز شناور بود تا این که سه هفته بعد در نهایت با اژدر او-۱۰۵ غرق شد.
او-۵۱۴ دیگر قادر به حمله دیگری به کاروان تی‌ام ۱ نبود. اصابت گلوله موجب ایجاد نشتی در دهانه اژدرانداز، ترک خوردن خنک‌کننده روغن و آسیب به فرستنده اصلی رادیو شده بود. او-۵۱۴ تنها می‌توانست کاروان را تعقیب کند و گاهی با لوزیان ارتباط بگیرد. او-بوت در نهایت کاملاً کاروان تی‌ام ۱ را گم کرد و دیگر آن را نیافت. دونیتس گروه دِلفین را دوباره به جانب این کاروان گسیل کرد تا آن را بیابند.